# Porta Praetoriana
 (signalé en juin 2025).
Si vous disposez d'ouvrages ou d'articles de référence ou si vous connaissez des sites web de qualité traitant du thème abordé ici, merci de compléter l'article en donnant les références utiles à sa vérifiabilité et en les liant à la section « Notes et références ».
- Archive Wikiwix
- Bing
- Cairn
- DuckDuckGo
- E. Universalis
- Gallica
- Google
- G. Books
- G. News
- G. Scholar
- Persée
- Qwant
- (zh) Baidu
- (ru) Yandex
- (wd) trouver des œuvres sur Wikidata

La Porta Praetoriana, est une porte antique de Rome faisant partie du mur d'Aurélien. Située au nord-est de la ville, elle longeait la Caserne de la Garde prétorienne et est aujourd’hui murée.

## Histoire
Cette porte constituait la porte Est de la Caserne de la Garde prétorienne. Elle a été murée à une date inconnue, peut-être par Maxence en 312, et est considérée comme la première de l'enceinte d'Aurélien à avoir été condamnée.